# Collège Saint-Clément de Prague

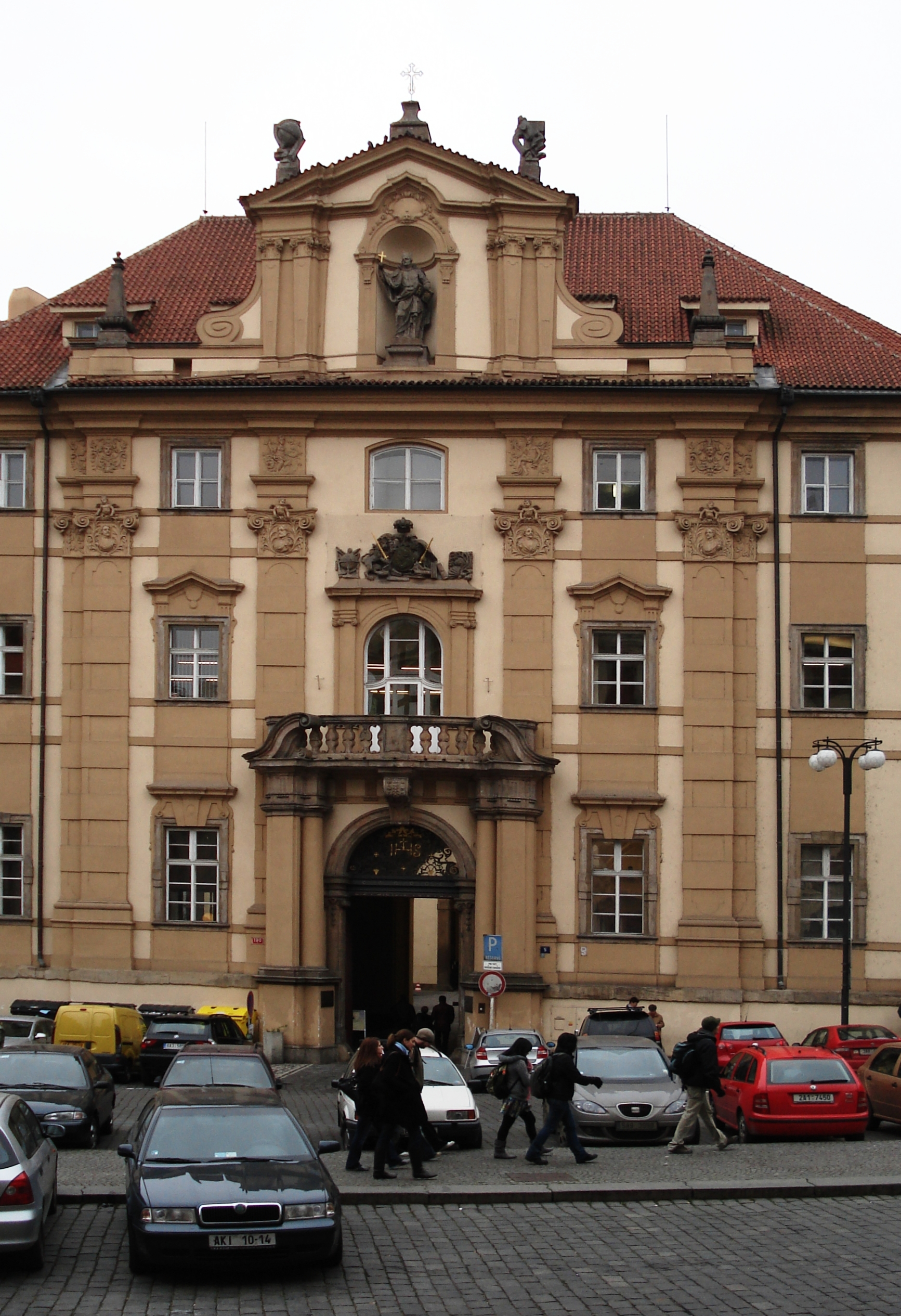
Ancienne entrée du collège (dans la niche du fronton: St Pierre Canisius)

Le collège Saint-Clément de Prague (également appelé Clementinum) est  une importante institution jésuite d’enseignement, fondée en 1556, à Prague, par Pierre Canisius, sur instruction d’Ignace de Loyola. Le collège devient université en 1622. Fermé en 1773, lorsque la Compagnie de Jésus est supprimée, ses bâtiments abritent aujourd’hui la bibliothèque nationale — le nouveau Clementinum — de la République tchèque.

## Histoire

### Fondation
À la demande du chapitre de la cathédrale Saint-Guy, et de la noblesse catholique de Bohême soutenue par Ferdinand Ier, roi de Bohême, saint Ignace de Loyola dépêche à Prague Pierre Canisius (février 1556) pour y négocier l’ouverture d’un collège jésuite. La situation est grave : la Réforme fait des progrès considérables et seule une fraction de la population de Bohême reste fidèle au catholicisme. Le 21 avril, un groupe de douze jésuites arrive à Prague ; ils sont bien accueillis par la population. Ursmar Goisson (1524-1578), recteur du collège romain, avait été choisi par saint Ignace pour diriger ce groupe. Ils proviennent de pays différents et, tout en ayant grande compétence (deux docteurs en théologie, quatre enseignants de philosophie, un de grammaire, un autre de latin, et trois frères) aucun ne connaît la langue régionale.
On leur assigne le couvent Saint-Clément abandonné par les dominicains. La pauvreté est grande, mais les classes s’ouvrent quand même le 7 juillet 1556, quelques semaines avant la mort de saint Ignace. Dès la première année, on y enseigne en latin la théologie, la philosophie, et la rhétorique, ainsi que l’hébreu. Le transfert de propriété du couvent ne sera officialisé que plus tard, en 1583, après intervention personnelle de Grégoire XIII. 

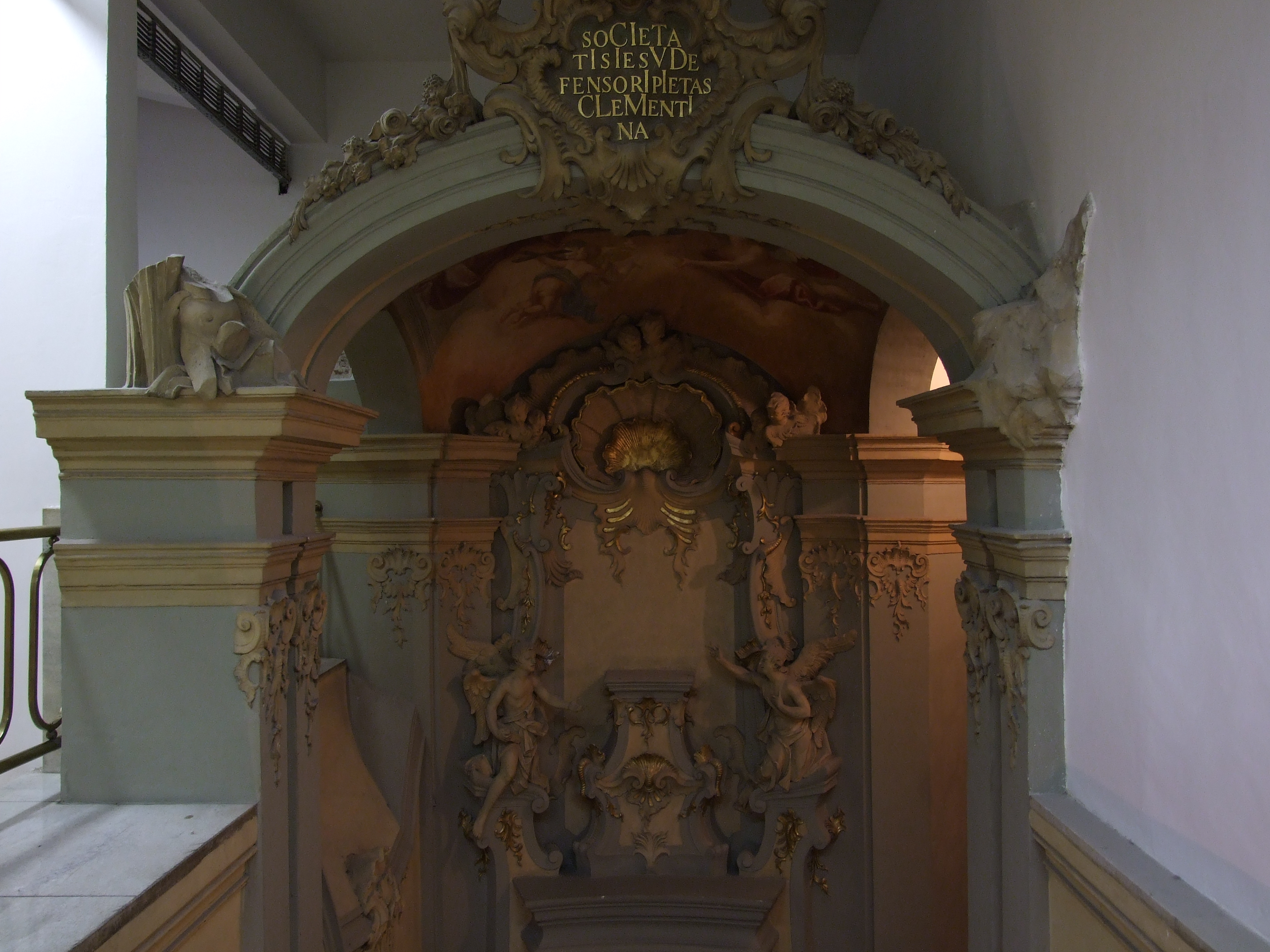
Chronogramme de la fondation.

Le succès est immédiat, même si une forte opposition se manifeste du côté des « hérétiques » (Canisius envisage le martyre…). En fait, même des protestants y envoient leurs fils. Dès le 15 mars 1562, le collège est érigé en « académie » avec tous ses droits par Ferdinand Ier. Confirmé plus tard par Maximilien II (1567), Rodolphe II (1581) et Matthias Ier (1616).  Simultanément deux internats sont fondés : Saint-Bartholomé pour les nobles et Saint-Wenceslas pour les étudiants pauvres ; ce dernier est financièrement soutenu par la famille des Lobkowicz. Les cours sont cependant suivis en commun.   

### Développement
La  rapide croissance du collège nécessite de nouveaux bâtiments : sur un vaste terrain s’élève bientôt ce que l’on appellera le Clementinum. En 1567, s’ouvre le noviciat jésuite (transféré à Brno, Moravie, en 1573). En 1575, Grégoire XIII établit, à côté du Clementinum, un séminaire pontifical pour la formation du clergé. Et finalement, de 1578 à 1602, on mène à bien le chantier de l’église du Saint-Sauveur.
Au début de la guerre de Trente Ans (1618), les Jésuites doivent s’exiler. Ils reviennent en 1620, après la victoire impériale de la Montagne Blanche (1620). En 1632, ils connaîtront un second et bref exil de trois ans.
Cependant le 15 février 1622 le Conseil impérial décrète une mesure punitive contre l’université Charles, qui avait adhéré à la rébellion protestante. Par ordre de l’empereur, elle est réunie à l’académie jésuite.

### Université de Prague
De cette fusion, naît l’université de Prague (parfois appelée « université Charles-Ferdinand »), avec ses cinq facultés. Les Jésuites dirigent de facto tout l’enseignement supérieur de Bohême. Les étudiants ne passent pas tout leur temps sur les bancs. En 1648, ils défendent la ville de Prague contre les armées du roi de Suède et du prince électeur de Saxe : nombreux sont ceux qui meurent lors de la défense du pont Charles qui relie les deux parties de la ville. La terrible épidémie de 1680 les voit de nouveau dans les rues, cette fois au service des pestiférés : vingt-et-un jésuites y perdent également la vie.
Un nouvel édifice est mis en chantier en 1654. C’est un bijou de l’architecture baroque praguoise : les grandes salles de la bibliothèque sont fameuses. Cette bibliothèque est alors la plus grande que possède la Compagnie de Jésus en Europe centrale : Bohême, Moravie et Silésie. Tous les domaines du savoir y sont entretenus et toutes les langues européennes y sont représentées. 
Le jésuite Jan Klein (1685-1762), fonde en 1722 le musée des Sciences de l’université ; il en est le préfet de 1723 jusqu’à un an avant sa mort. Ses collections d’appareils astronomiques, instruments mathématiques et physiques, ses mouvements d’horlogerie, collections de fossiles, pierres précieuses, monnaies, médailles, timbres sont admirés par des rois, des princes, nobles et scientifiques venus à Prague de toute l’Europe. Il est fréquemment enrichi d’inventions et trouvailles scientifiques.
L’activité pastorale et spirituelle du Clementinum se marque par le nombre et la variété de ses congrégations mariales pour étudiants, et ses groupes de fraternité. Dès 1575, il y a la congrégation pour les Italiens (dite de l’Annonciation) : elle aura en 1600 sa splendide chapelle de l’Ascension. En 1578, une congrégation est créée pour les étudiants internes. En 1624, une congrégation pour les étudiants de langue allemande (dite de la Purification). En 1665, une congrégation est fondée pour les ouvriers et employés de l’université : elle est placée sous le patronage de saint Isidore le Laboureur. 
C'est l'époque du rectorat du père Mathias Tanner: 1672-1675.

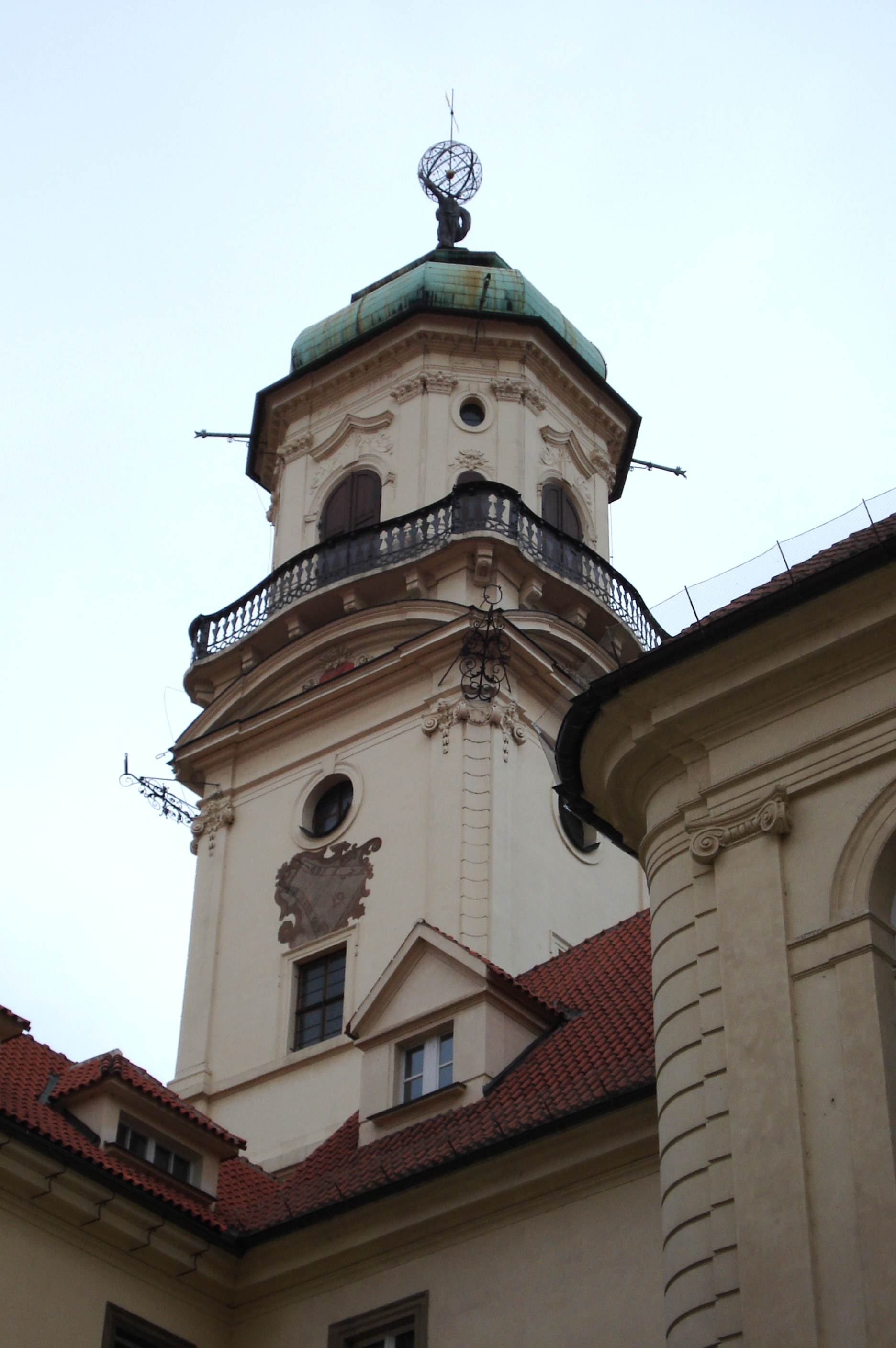
Observatoire astronomique du Clementinum.

En 1751, commencent les activités de l’observatoire astronomique de l’université. Son département de météorologie publie des tableaux de relevés et statistiques qui sont aujourd’hui très appréciés par les historiens de la météorologie.

### Suppression et fermeture
Après avoir été expulsée de plusieurs pays, la Compagnie de Jésus est officiellement supprimée par le pape Clément XIV en 1773. Les Jésuites doivent quitter leur collège Saint-Clément qui est fermé. Les bâtiments du Clementinum sont utilisés quelques années plus tard, en 1781, comme bibliothèque nationale, dont le noyau fondateur est en fait constitué de l’ancienne bibliothèque des jésuites…

## Personnalités
En 1786, Franz Martin Pelzel publie un ouvrage sur les jésuites, auteurs et hommes de science, qui ont enseigné au collège Saint-Clément, devenu université de Prague. D’après Pelzel, les jésuites furent auteurs de 222 œuvres de d’ascétique et morale, 20 commentaires de la Bible, 154 ouvrages de théologie, 34 œuvres de droit canonique, 117 sermonnaires, 73 traités de philosophie, 141 de rhétorique, 114 de poésie, 195 d’histoire, 17 récits de voyages, 66 biographies, 148 de polémiques religieuses, 27 de linguistique, 19 de géographie, 15 d’humanités, 79 de physique, 44 d’astronomie, 74 de mathématiques, Au total 1 573 œuvres dont la grande majorité est en latin, mais également 353 en allemand, 145 en tchèque, et d’autres en italien, espagnol ou français.
- En philosophie et théologie : Petrus Wading (1580-1644), Martin Streda, Rodrigo de Arriaga, Charles de Grobbendonk (1600-1672), Ludovikus Crasius (1597-1677), Maximilien Reichenberger (1613-1676), Emmanuel de Flottez (1639-1700), Franz Retz  (plus tard supérieur général des jésuites), Franz Haselbauer (1677-1756) fondateur de l’école d’hébreu de Prague, et ses successeurs : Franz Zelený (1721-1766) et Léopold Tirsch (1733-1780).
- En littérature: Fridrich Bridel (1619-1680).
- En mathématiques et astronomie : Théodore Moretus (1602-1667), Jacob Pontanus, Valentin Stansel (1621-1705), Balthasar Conrad, Jakub Kresa (1648-1715), Joseph Stepling (1716-1778), Stanislav Vydra (1741-1804).
- En histoire : Bohuslav Balbín; František Pubička et Mathias Tanner (1630-1692).

## Source
- (it) Josef Koláček, « Colegio San Clemente de Praga », dans Diccionario histórico de la Compaňia de Jesús, vol. 1, Rome, IHSI, 2011, p. 851-853.